# Bunter Sandwühlwolf
Der Bunte Sandwühlwolf (Arctosa perita), auch Bunte Sandwolfspinne, Dünen- oder Strandwolfspinne genannt, ist eine Spinne aus der Familie der Wolfspinnen (Lycosidae). Die Art ist in der westlichen Paläarktis vertreten und wurde überdies in Kanada sowie möglicherweise auch in weiteren Gebieten Nordamerikas eingeführt.

## Merkmale

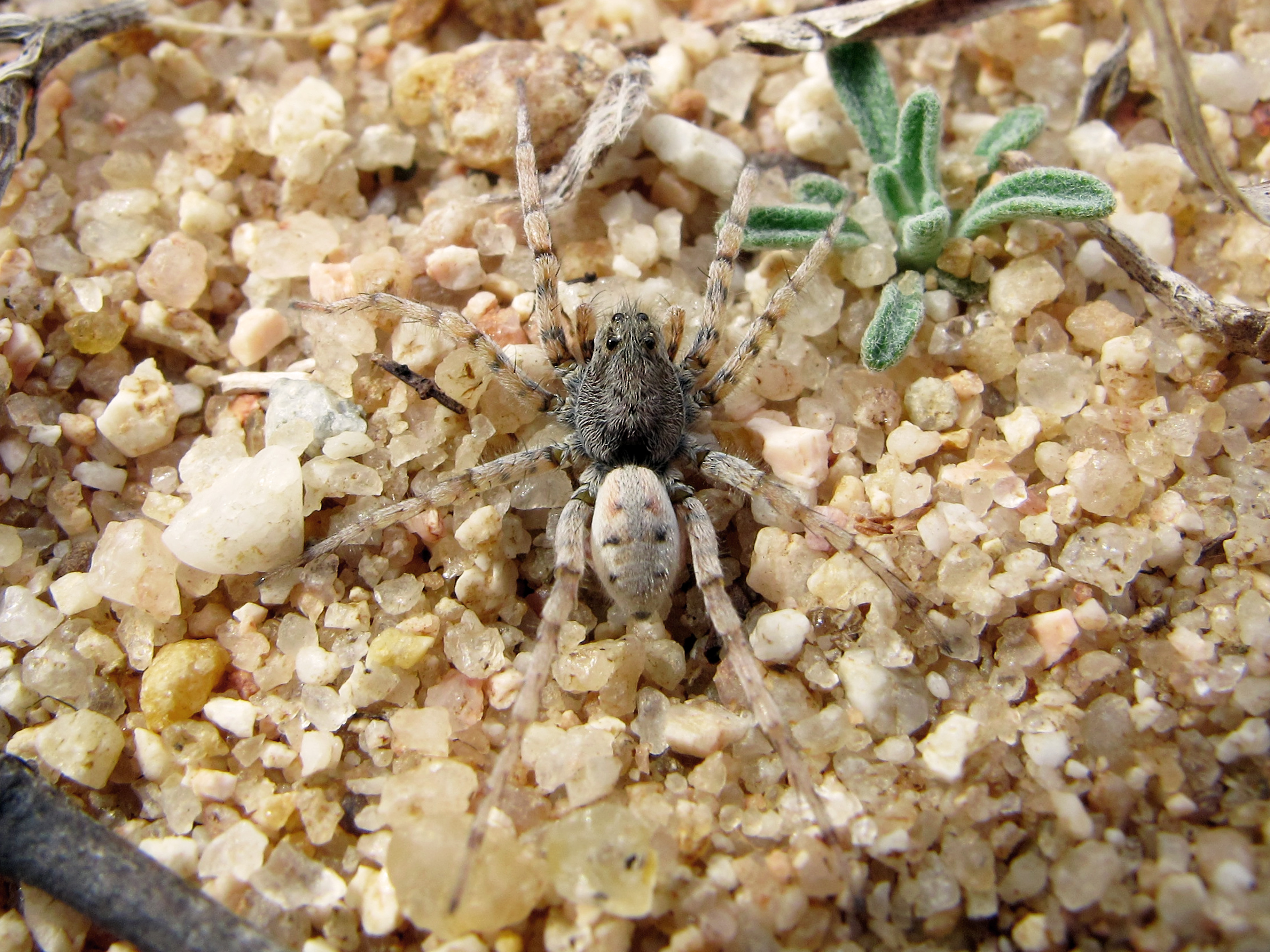
Männchen

Beide Geschlechter des Bunten Sandwühlwolfs erreichen eine Körperlänge von sechs bis neun Millimetern, wobei das Männchen meist etwas kleiner bleibt und die Länge des Prosomas (Vorderkörper) beim Weibchen vier Millimeter oder geringfügig weniger und beim Männchen drei bis 3,9 Millimeter beträgt. Die Art verfügt über eine recht kontrastreiche Farbgebung, die auch der Tarnung dient.
Der Carapax (Rückenschild des Prosomas, Vorderkörpers) hat eine gelb-bräunliche bis rotbraune Grundfärbung und ist schmal gebaut. Überdies ist er mit mehreren hellen Flecken gekennzeichnet, wovon sich zwei größere neben den hinteren Augen befinden. Andere bilden am Zentrum des Carapax entlang zwei Bänder und lassen somit ein breites medianes Band in der Grundfärbung bestehen, das hinten gezackt ist. Die Färbung der Beine entspricht der des Spinnenkörpers, sie sind deutlich geringelt.
Das Opisthosoma (Hinterleib) besitzt eine braune Grundfärbung und ist mit einem pfeilförmigen, gelb gefärbten und median verlaufenden Spießfleck und zwei den Spießfleck flankierende weißlich, gelblich oder rötlich gefärbte Flecken versehen. Weiter hinten befinden sich noch zwei oder mehrere Fleckenpaare in gleicher Färbung.

### Merkmale der Geschlechtsorgane
Die beim Männchen der Bunten Sandwühlwolfs wie bei allen Spinnen an den Pedipalpen (umgewandelte Extremitäten an der Frontalseite des Prosomas) befindlichen Bulbi (männliche Geschlechtsorgane) besitzen eine Apophyse, eine chitinisierte Verhärtung entlang des Bulbus, die ventral einen kräftigen Zahn aufweist.
Das Weibchen der Art besitzt ebenfalls wie bei allen Spinnen an der Unterseite des Opisthosomas die Epigyne (weibliches Geschlechtsorgan), deren einzelne Spermathek (Samentasche) einen breiten und stark sklerotisierten (verhärteten) vorderen Rand aufweist.

### Ähnliche Arten

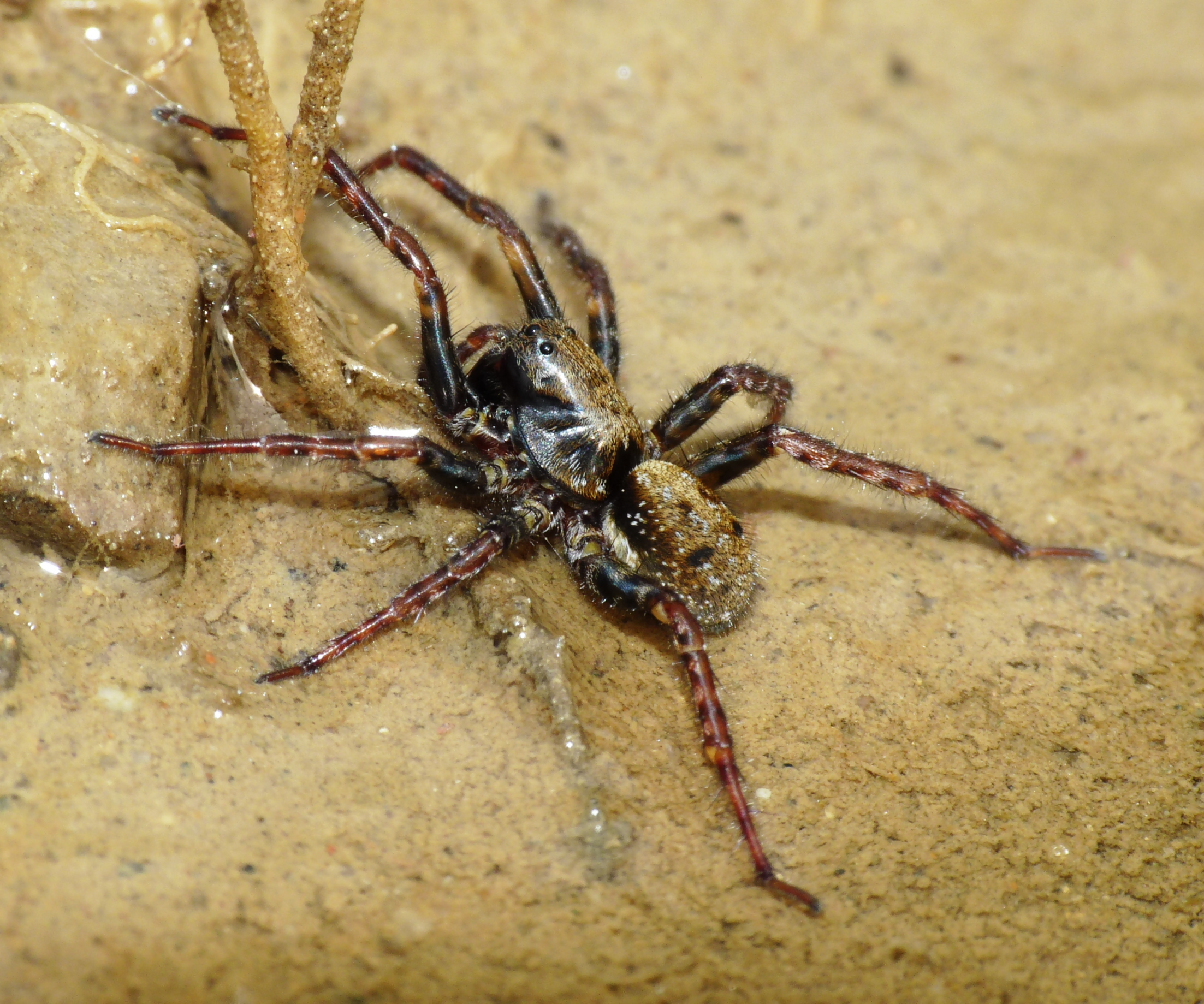
Weibchen der nah verwandten Leoparden-Wühlwolfs (Arctosa leoaprdus)

Der Bunte Sandwühlwolf kann mit dem zur gleichen Gattung zählenden Leoparden-Wühlwolf (A. leoaprdus) verwechselt werden, der im Gegensatz zum Bunten Sandwühlwolf ausschließlich an den Ufern von Gewässern vorfindbar ist. Der Leoaprden-Wühlwolf ist zwar ähnlich gemustert, besitzt allerdings eine dunkler ausfallende Färbung als der Bunte Sandwühlwolf.

## Vorkommen

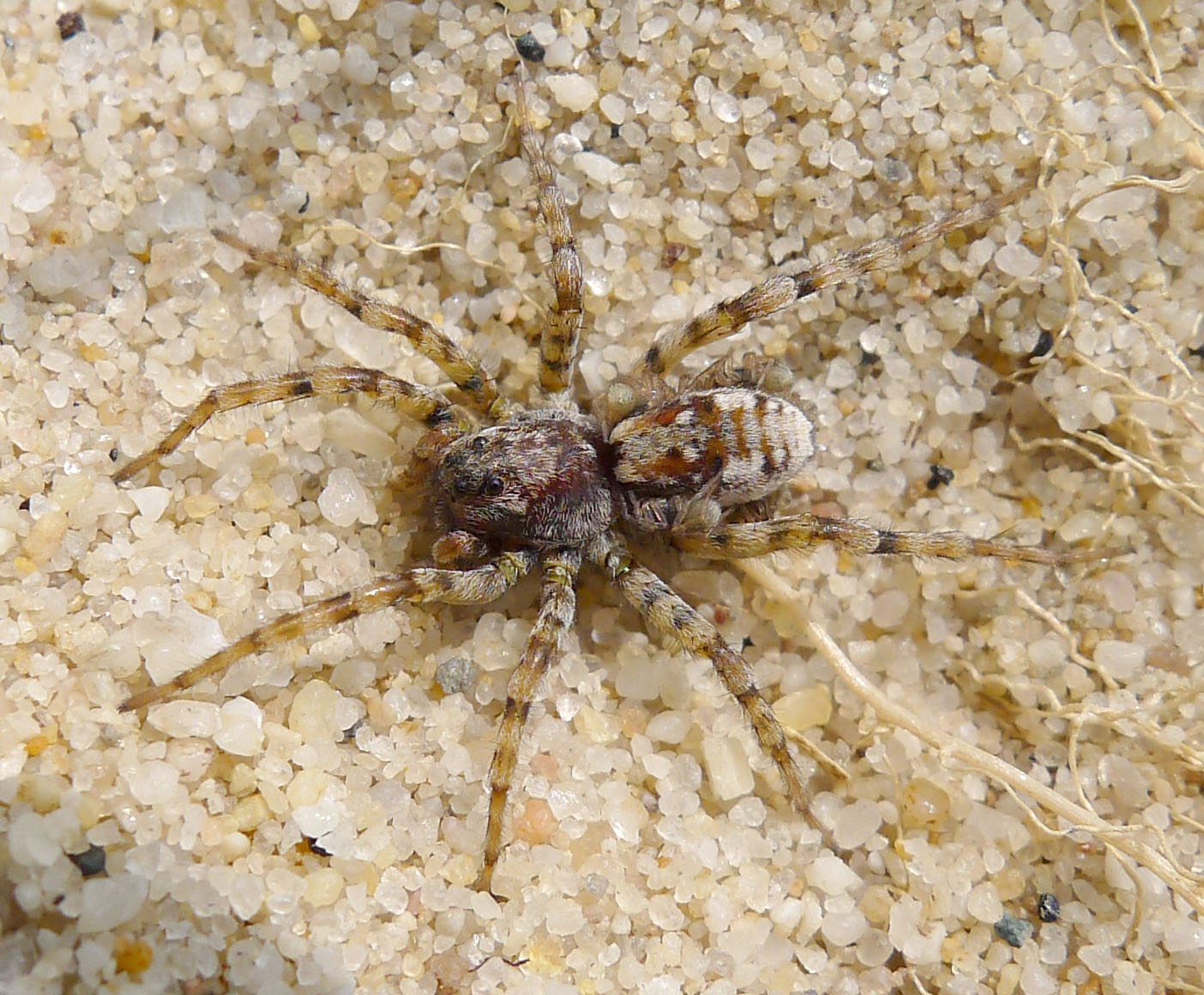
Stellenweise noch mit Jungtieren bedecktes Weibchen nahe der Stadt Malvern in der englischen Grafschaft Worcestershire.

Das ursprüngliche Verbreitungsgebiet des Bunten Sandwühlwolfs reicht von Europa über Nordafrika, die Türkei, Kaukasien bis in den Iran. Darüber hinaus wurde die Art in der kanadischen Provinz British Columbia eingeführt und hat sich dort im südwestlichen Teil dieser Provinz etabliert. Außerdem wurde 2007 ein Männchen des Bunten Sandwühlwolfs im Bundesstaat Washington in den Vereinigten Staaten nachgewiesen. Die Art wurde in Höhen von vier bis 396 Metern über dem Meeresspiegel nachgewiesen.

### Lebensraum

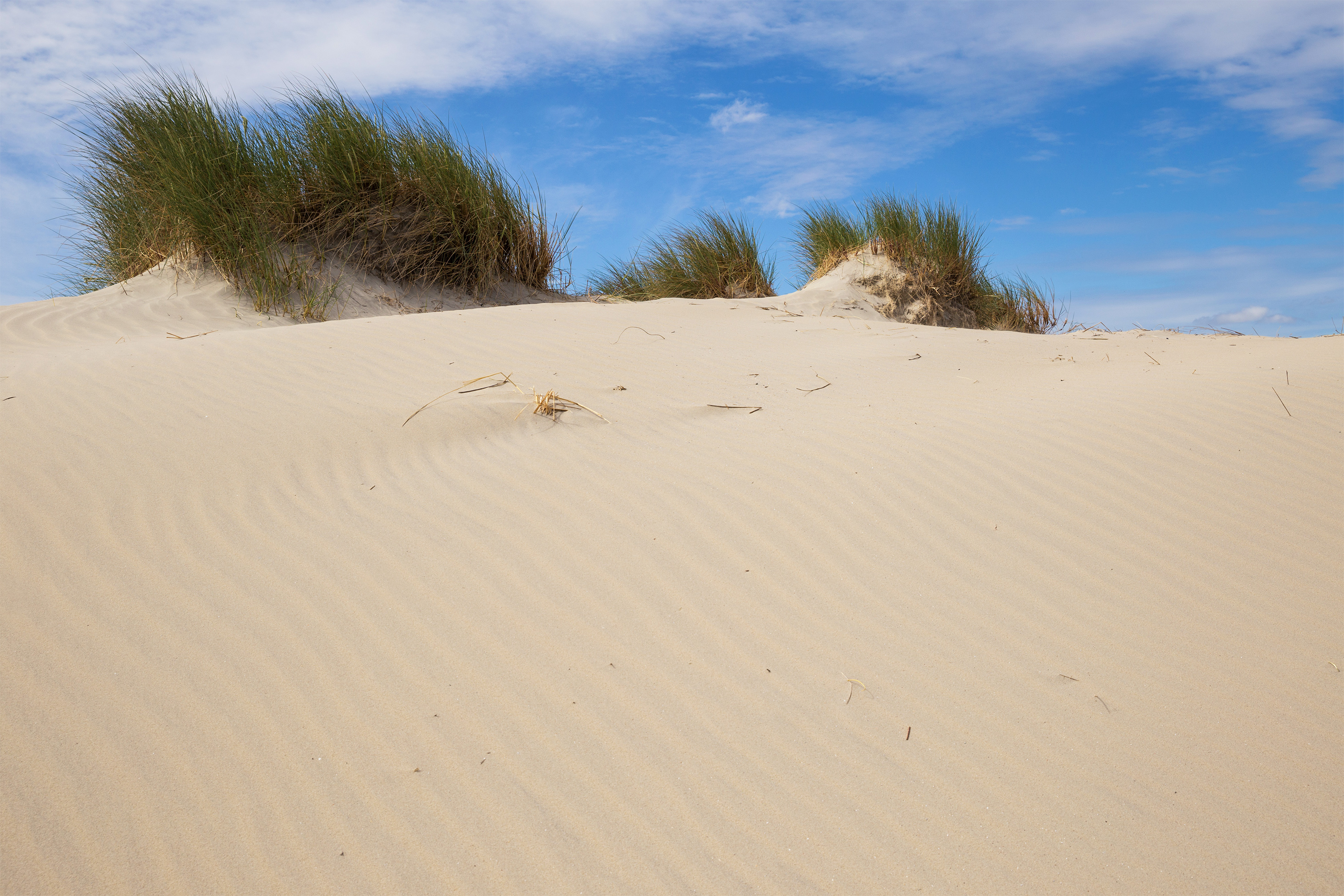
Mit wenig Vegetation versehene Sandflächen wie diese Düne an der Küste der ostfriesischen Insel Borkum bilden die Lebensräume der Bunten Sandwolfspinne.

Der Bunte Sandwühlwolf bewohnt entsprechend ihrem Trivialnamen ausschließlich offene und vegetationsarme Sandflächen, wobei diese sowohl in Küstengebieten, als auch in Binnenregionen als Habitat (Lebensraum) angenommen werden. Dazu zählen sowohl Sanddünen, Heiden, Sandgruben, Lichtungen als auch sandige Wegränder und Ufer von Gewässern.

### Bedrohung und Schutz
Der Bunte Sandwühlwolf ist gebietsweise häufig, allerdings stellt der Rückgang von Sandflächen, an die die Art gebunden ist, eine nicht unbeträchtliche Bedrohung für diese dar. Noch immer ist ein mäßiger Rückgang zu verzeichnen, allerdings scheint die Gesamtsituation der Bestände der Art weniger drastisch zu sein als vorerst angenommen und so wird der Bunte Sandwühlwolf in der Roten Liste gefährdeter Arten Tiere, Pflanzen und Pilze Deutschlands nun in der Vorwarnstufe („V“) geführt, während er vor 2016 noch in die Kategorie 3 („gefährdet“) gestuft wurde.
Im Vereinigten Königreich hingegen wird die Art von der IUCN als „ungefährdet“ eingestuft. Der globale Bestand des Bunten Sandwühlwolfs wurde nicht gewertet.

## Lebensweise

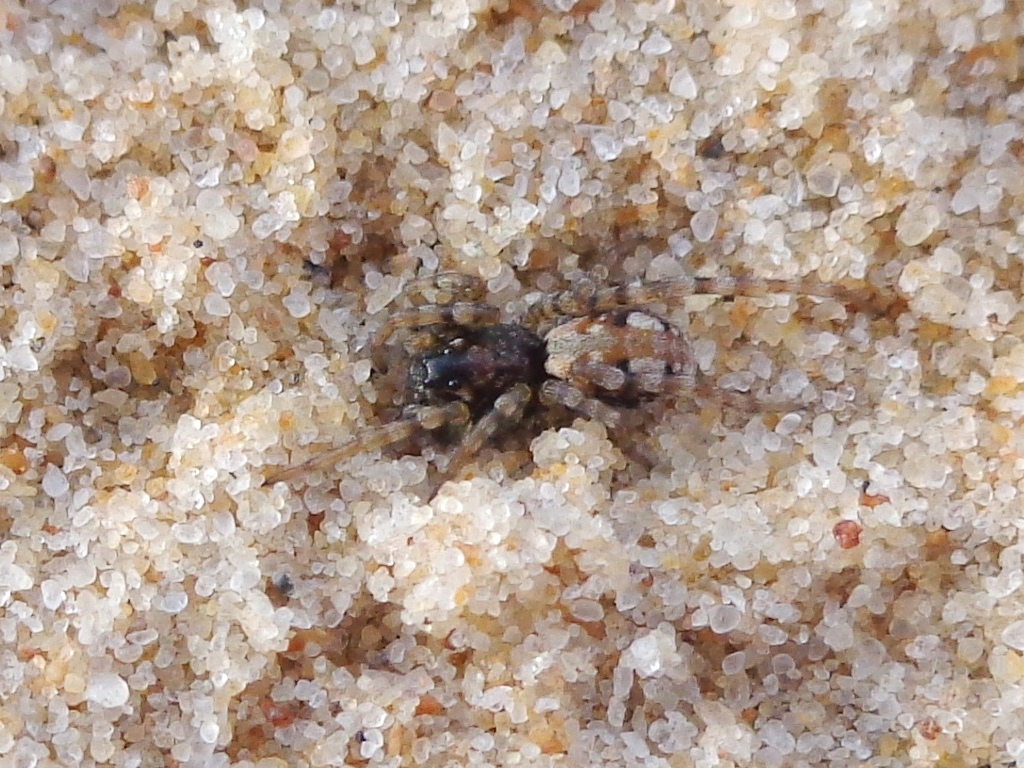
Gut getarntes Weibchen auf der Sandoberfläche

Der Bunte Sandwühlwolf gräbt sich wie die anderen Wühlwölfe (Arctosa) und einige andere Wolfspinnen in ihrem Habitat, in dem er aufgrund seiner Färbung gut getarnt ist, Wohnröhren. Diese weisen eine Tiefe von 30 und eine Breite von 0,4 bis 0,5 Zentimetern auf. Sie sind innen mit einem lockeren Gespinst ausgekleidet. Oben ist die Wohnröhre zugesponnen. An warmen Tagen ist die Spinne an der Röhrenmündung zu finden und sonnt sich dort. Dafür legt sie die Beine eng an den Körper und dreht die Beinweite der Sonne zu.
Bei Störungen zieht sich der Bunte Sandwühlwolf ruckartig in ihre Röhre zurück und verbleibt dort einige Zeit, bis er nach einigen Minuten wieder hervorkommt. Bei wiederholter Störung spinnt er die Wohnröhre gänzlich zu. Die mit Sand verkleidete Röhrenmündung schließt damit die Höhle von außen ab und sie ist optisch nicht mehr auffindbar. Gelegentlich verlässt die Art auch ihr Versteck und nutzt einen Sicherheitsfaden, um zu diesem zurückfinden zu können, was sie bei Störungen auch blitzartig tut.

### Jagdverhalten und Beutespektrum
Der Bunte Sandwühlwolf lebt wie alle Spinnen räuberisch und legt wie die meisten Arten der Wolfspinnen kein Spinnennetz zum Fangzweck an, sondern erlegt Beutetiere am Boden freilaufend als Lauerjäger. Zum Beutespektrum zählen bevorzugt Insekten, die sich auf dem Sandboden und in der Nähe der Spinne aufhalten. Die Beutetiere werden wie bei allen Wolfspinnen optisch wahrgenommen und dann durch einen nach dem Anspringen des Beutetieres erfolgten Giftbiss überwältigt.

### Lebenszyklus
Der Lebenszyklus des Bunten Sandwühlwolfs gliedert sich in mehrere Abschnitte und wird zudem durch die Jahreszeiten maßgeblich beeinflusst.

#### Phänologie
Die Aktivitätszeit beläuft sich beim Weibchen des Bunten Sandwühlwolfs im Zeitraum zwischen März und November und beim Männchen zwischen März und Oktober. Im Zeitraum dazwischen beginnt eine Überwinterung, die in der Wohnröhre stattfindet. Die Wohnröhre wird von oben durch Sandpartikel und Spinnseide verschlossen. Überwinterte und dann ausgewachsene Exemplare sind bis Juni zu finden.

#### Fortpflanzung und Heranwachsen der Jungtiere

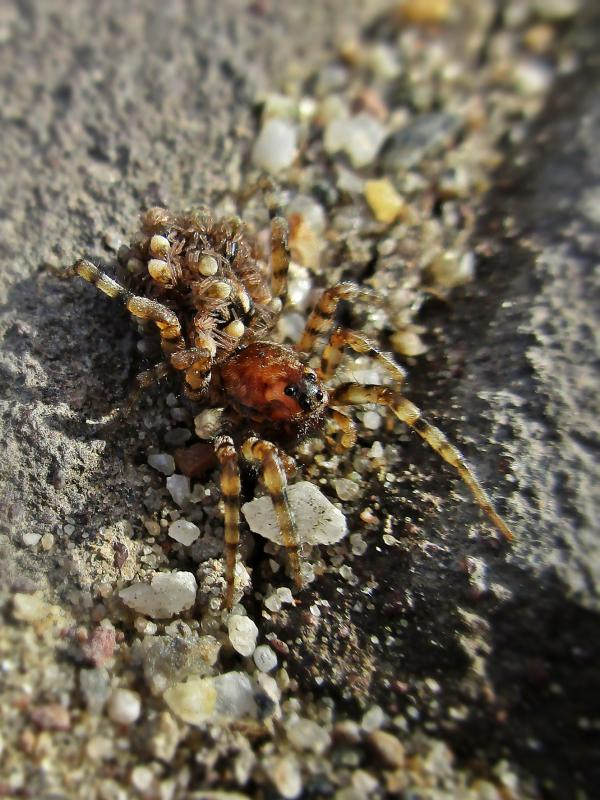
Weibchen, dessen Opisthosoma gänzlich mit Jungtieren bedeckt ist.

Das Fortpflanzungsverhalten des Bunten Sandwühlwolfs entspricht dem anderer Wolfspinnen und die Paarung findet bei dieser Art im Frühjahr statt. Zuvor nähert sich das Männchen im Rahmen der Balz dem Weibchen mit winkenden Pedipalpen. Einige Zeit nach der Begattung legt das Weibchen einen Eikokon an und trägt ihn dann, wie bei Wolfspinnen üblich, an den Spinnwarzen angeheftet mit sich herum. Die Jungspinnen steigen dann nach dem Schlupf auf den Opisthosoma ihrer Mutter, wo sie sich bis zur ersten Häutung noch von dem Dotter ihrer Eier ernähren. Einige Zeit später verlassen die Jungtiere die Mutter und wachsen dann selbstständig über mehrere Häutungen heran. Die Lebensweise entspricht der der ausgewachsenen Spinnen. Die Jungtiere erlangen dieses Stadium ab September.

## Systematik
Der Bunte Sandwühlwolf erfuhr in seiner Beschreibungsgeschichte mehrfach Umbenennungen und Umstellungen. Erstbeschreiber Pierre André Latreille ordnete die Art bei der Erstbeschreibung 1799 wie damals alle Spinnen in die Gattung Aranea ein und gab ihr die Bezeichnung A. perita. Die heutige Bezeichnung Arctosa perita wurde erstmals 1847 von Carl Ludwig Koch angewandt und wurde von dort an gehäuft genutzt und entwickelte sich dann ab 1965 zur durchgehend angewandten Bezeichnung der Art.
Der Artname perita stammt aus der lateinischen Sprache und bedeutet übersetzt „erfahren“.

## Galerie

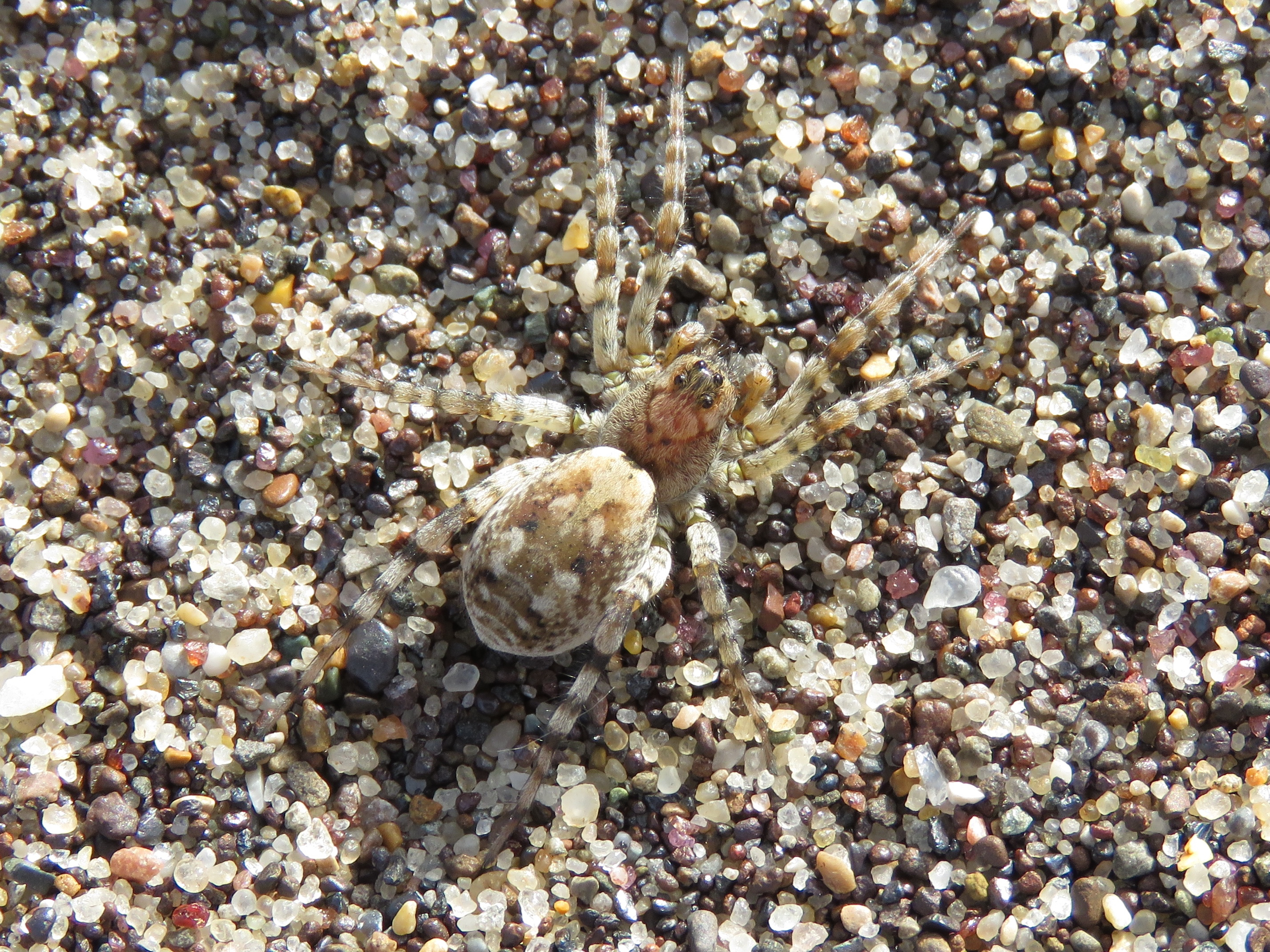
Dorsalansicht eines Weibchens
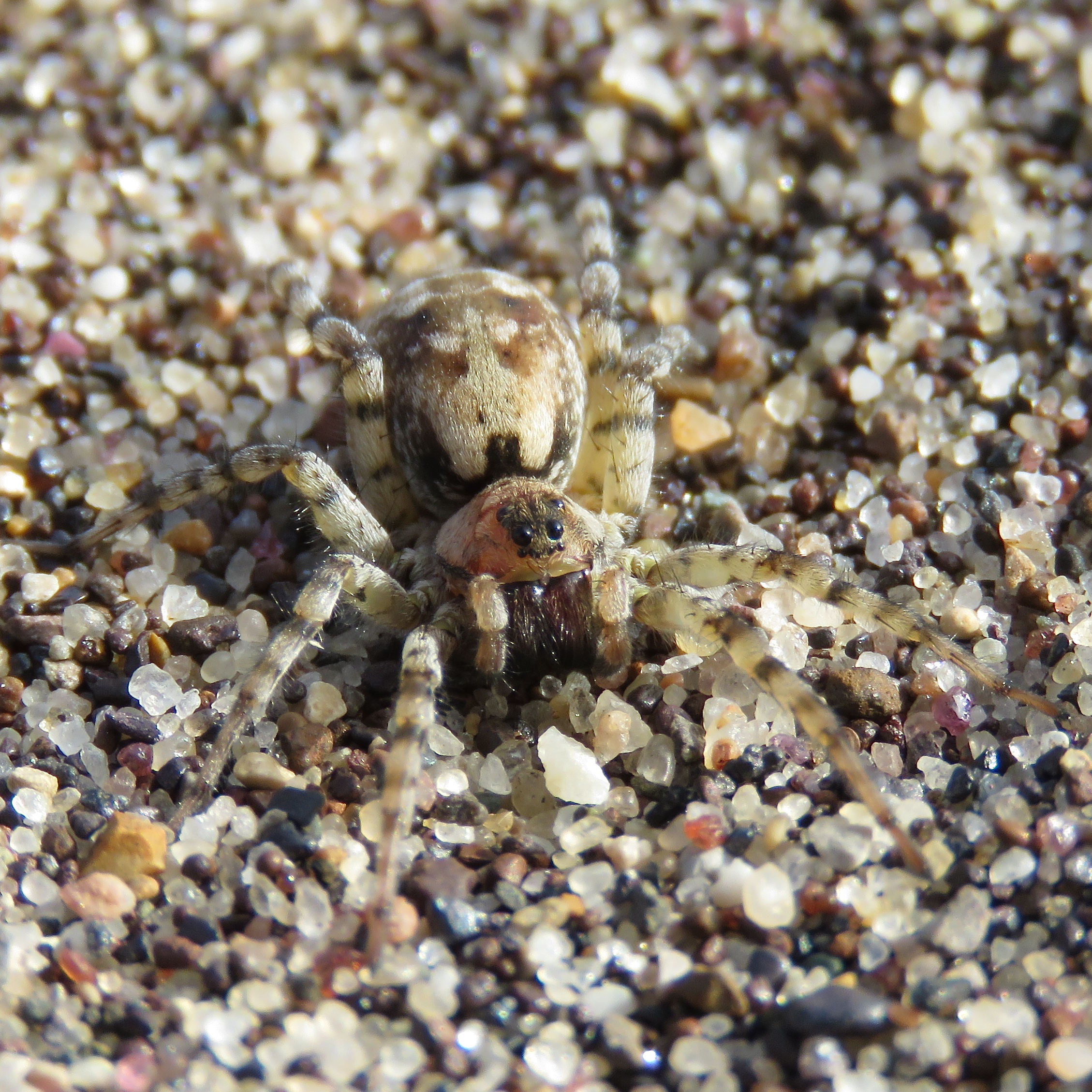
Frontalansicht eines Weibchens
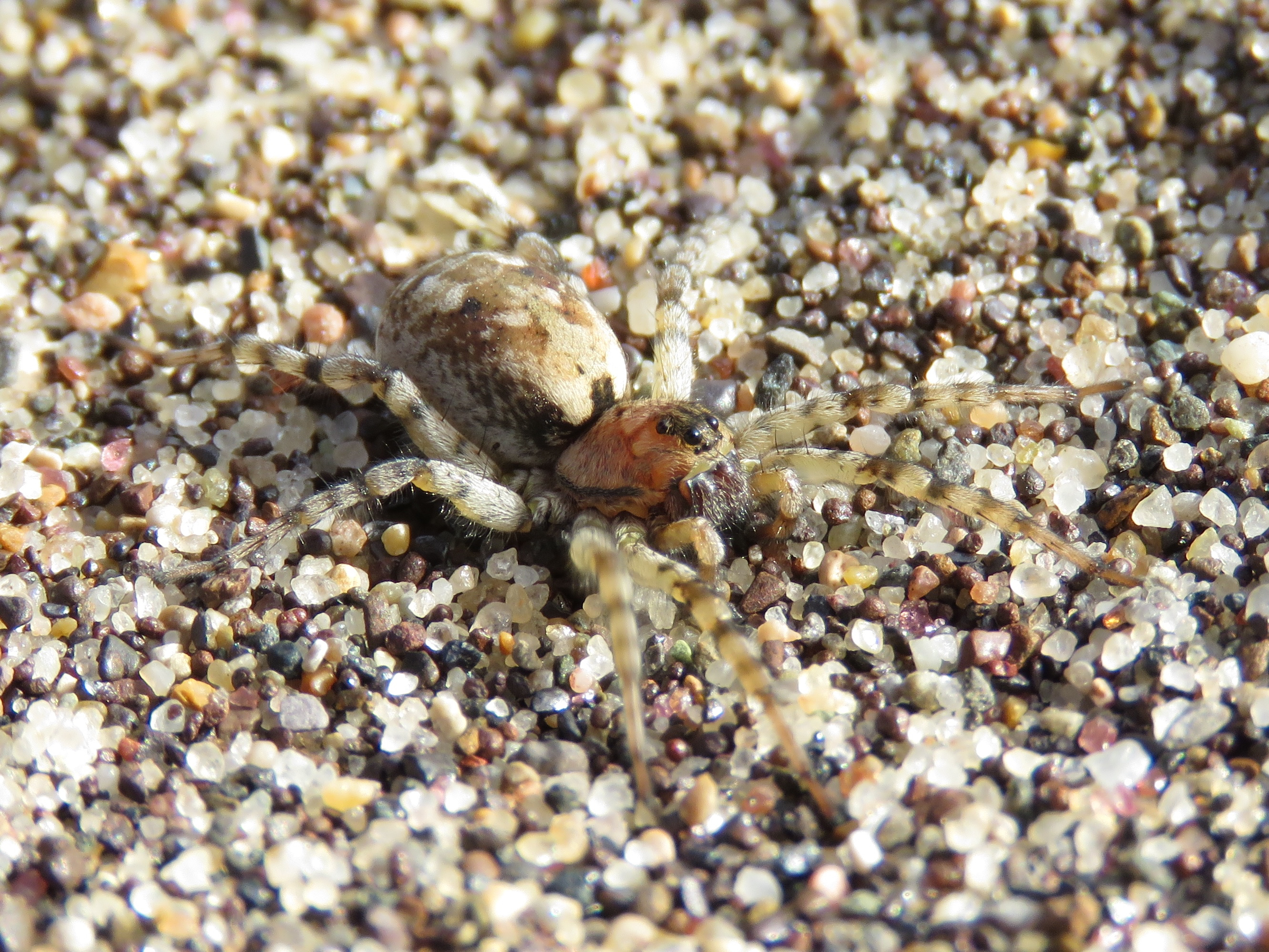
Lateralansicht eines Weibchens
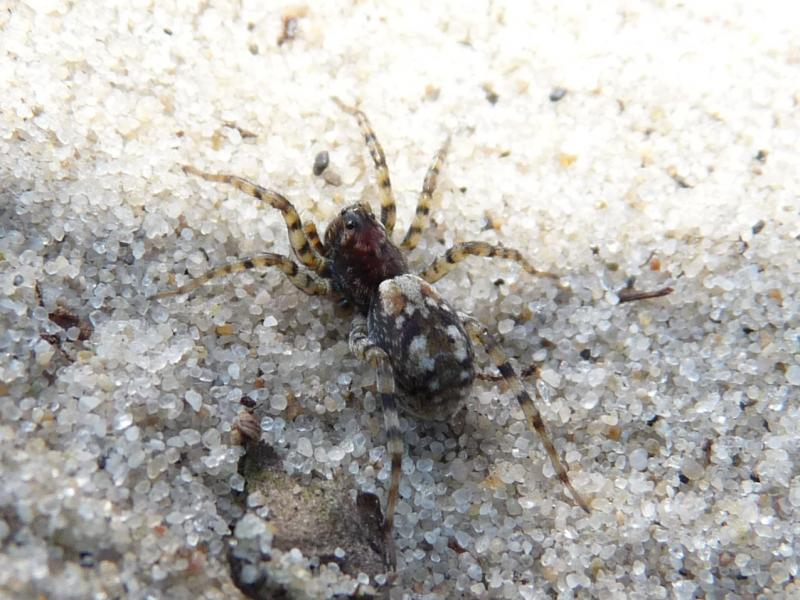
Rückansicht eines Weibchens